# Melanholija I. (Dürer)
Melanholija I je velika grafika iz leta 1514 nemškega renesančnega umetnika Albrechta Dürerja. Osrednji subjekt grafike je skrivnostna in mračna krilata ženska figura, ki naj bi bila poosebitev melanholije. Z roko drži glavo in zre mimo živahnega prizora pred seboj. Območje je posejano s simboli in orodji, povezanimi z obrtjo in tesarstvom, vključno s peščeno uro, tehtnicami, tehtnico, kladivom in žago. Drugi predmeti so povezani z alkimijo, geometrijo ali numerologijo. Za figuro je struktura z vdelanim magičnim kvadratom in lestvijo, ki vodi čez okvir. Nebo vsebuje mavrico, komet ali planet in netopirju podobno bitje, ki nosi besedilo, ki je postalo naslov grafike.
Dürerjeva gravura je ena najbolj znanih ohranjenih starih grafik, vendar se kljub obsežni umetnostnozgodovinski literaturi upira kakršni koli dokončni interpretaciji. Dürer je morda povezoval melanholijo z ustvarjalno dejavnostjo; ženska je lahko upodobitev muze, ki čaka na navdih, a se boji, da se ne bo vrnil. Kot tak je Dürer morda načrtoval grafiko kot prikrit avtoportret. Drugi umetnostni zgodovinarji vidijo figuro kot premišljevanje o naravi lepote ali vrednosti umetniške ustvarjalnosti v luči racionalizma ali kot namenoma nejasno delo, ki poudarja omejitve alegorične ali simbolične umetnosti.
Umetnostni zgodovinar Erwin Panofsky, čigar pisanje o grafiki je bilo deležno največ pozornosti, je podrobno opisal njeno morebitno povezavo s pojmovanjem melanholije renesančnih humanistov. Ko je povzel njeno umetnostnozgodovinsko zapuščino, je zapisal, da se je »vpliv Dürerjeve Melencolija I — prve upodobitve, v kateri je bil koncept melanholije presajen z ravnine znanstvene in psevdoznanstvene folklore na raven umetnosti — razširil po vsej Evropi in je trajal več kot tri stoletja.«

## Kontekst
Melenkolija I je bila predmet več znanj kot verjetno katera koli druga grafika. Kot je leta 1926 zapisal umetnostni zgodovinar Campbell Dodgson, je »literatura o melanholiji obsežnejša od tiste o kateri koli drugi Dürerjevi grafiki: ta izjava bi verjetno ostala resnična, če bi bili zadnji dve besedi izpuščeni.« Panofskyjeve študije v nemščini in angleščina, med letoma 1923 in 1964 in včasih s soavtorji, je bila še posebej vplivna. Melencolia I je ena od treh Dürerjevih Meisterstiche (mojstrskih grafik), poleg Vitez, smrt in hudič (1513) in Sv. Hieronima v svojem studiu (1514). Nekateri umetnostni zgodovinarji menijo, da so grafike tematsko povezane, saj prikazujejo dela, ki so po naravi intelektualna (Melenkolija I), moralna (Vitez) ali duhovna (sv. Hieronim). Medtem ko je Dürer včasih delil Melenkolija I. s sv. Hieronimom, ni dokazov, da bi jih zasnoval kot tematsko skupino. Grafika ima dve stanji; v prvem se številka devet v magičnem kvadratu pojavi nazaj, toda v drugem, pogostejšem je nekoliko nenavadna navadna devetka.
Obstaja malo dokumentacije, ki bi omogočila vpogled v Dürerjev namen. Za gravuro je naredil nekaj študij s svinčnikom in nekaj njegovih zapiskov se nanaša nanjo. Pogosto citirana opomba se nanaša na ključe in denarnico – »Schlüssel—gewalt/pewtell—reichtum beteut« (ključi pomenijo moč, denarnica pomeni bogastvo) — čeprav je to mogoče brati kot preprost zapis njihove tradicionalne simbolike. Druga opomba razmišlja o naravi lepote. Leta 1513 in 1514 je Dürer doživel smrt številnih prijateljev, sledila pa mu je njegova mati (katere portret je narisal v tem obdobju), kar je povzročilo žalost, ki je lahko izražena v tej grafiki. Dürer v svojih ohranjenih delih melanholijo omenja le enkrat. V nedokončani knjigi za mlade umetnike svari, da lahko preveč naporov pripelje do tega, da »padeš pod roko melanholije«.
Panofsky je menil, da bi I v naslovu morda nakazoval, da je Dürer načrtoval tri druge grafike o štirih temperamentih, vendar jih je zavrnil. Namesto tega je predlagal, da se jaz nanaša na prvo od treh vrst melanholije, ki jih je opredelil Cornelius Agrippa. Drugi vidijo jaz kot sklicevanje na nigredo, prvo stopnjo alkimičnega procesa.

## Opis
Krilata osrednja figura naj bi bila poosebitev melanholije ali geometrije. Sedi na plošči z zaprto knjigo v naročju, ohlapno drži kompas in intenzivno zre v daljavo. Navidezno onemogočena od mraka, ne posveča pozornosti številnim predmetom okoli sebe. Kot odsev srednjeveške ikonografske upodobitve melanholije, glavo nasloni na stisnjeno pest. Njen obraz je razmeroma temen, kar kaže na kopičenje črnega žolča, nosi venec iz vodnih rastlin (vodnega peteršilja in vodne kreše ali luštreka). Za pasom njene dolge obleke visi komplet ključev in torbica. Za njo se čez vrh okvirja dviga stavba brez oken brez jasne arhitekturne funkcije. Na konstrukcijo je prislonjena lestev s sedmimi prečkami, vendar ni videti ne njenega začetka ne konca. Putto sedi na vrhu mlinskega kamna (ali brusnega kamna) z žetonom v njem. Čečka na tablico ali morda na rezilo, ki se uporablja za graviranje; on je na splošno edini aktivni element slike. Na strukturo je nad puttom pritrjena tehtnica, nad Melanholijo pa sta zvon in peščena ura s sončno uro na vrhu. Naokrog so raztresena številna neuporabljena orodja in matematični instrumenti, vključno s kladivom in žeblji, žago, ravnilom, kleščami, ravnalom, kalupom in bodisi nastavkom meha ali brizgo za klistir (klizmo). Na nizki steni za velikim poliedrom je žerjav z zlatarskim lončkom in kleščami. Levo od shujšanega spečega psa je kadilnica ali črnilnica s trakom, ki povezuje držalo za pero.
Netopirju podobno bitje razpre svoja krila po nebu in razkrije transparent z napisom Melencolia I. Za njim sta mavrica in predmet, ki je Saturn ali komet. V daljavi je pokrajina z majhnimi gozdnatimi otoki, ki nakazujejo poplave, in morje. Skrajni desni del ozadja lahko prikazuje velik val, ki pada nad kopno. Panofsky meni, da je noč, pri čemer navaja "senco" peščene ure na stavbo, z luno, ki osvetljuje prizor in ustvarja lunarno mavrico.
Grafika vsebuje številne reference na matematiko in geometrijo. Pred psom leži popolna krogla, katere polmer je enak navidezni razdalji, ki jo označuje šestilo figure. Na prednji strani stavbe je čarobni kvadrat 4×4 — prvi natisnjen v Evropi — z dvema srednjima celicama spodnje vrstice, ki kažeta datum gravure, 1514, ki je prav tako viden nad Dürerjevim monogramom na dnu. Kvadrat sledi tradicionalnim pravilom magičnih kvadratov: vsaka od njegovih vrstic, stolpcev in diagonal sešteje isto število, 34. Je tudi asociativen, kar pomeni, da je vsako število, dodano njegovemu simetričnemu nasprotju, enako 17 (npr. 15+2, 9+8). Poleg tega je vsota vogalov in vsakega kvadranta 34, tako kot še več kombinacij.  Dürerjeva mati je umrla 17. maja 1514; nekateri tolmači povezujejo števke tega datuma z nizoma dveh kvadratov, ki sta vsota 5 in 17. Nenavadno telo, ki prevladuje na levi polovici slike, je prisekan romboeder z nečim, kar je lahko šibka lobanja ali obraz, morda celo Dürerjev. Ta oblika je zdaj znana kot Dürerjevo telo in z leti so bile opravljene številne analize njegovih matematičnih lastnosti.
V nasprotju s Svetim Hieronimom v njegovem studiu, ki ima močan občutek za linearno perspektivo in očiten vir svetlobe, je Melenholija I neurejena in nima »vizualnega središča«. Ima nekaj perspektivnih linij, ki vodijo do točke izginotja (pod netopirjem podobnim bitjem na obzorju), ki deli premer mavrice v zlatem rezu. Delo sicer nima močnejših linij. Nenavaden polieder destabilizira sliko tako, da blokira del pogleda v daljavo in pošlje oko v različne smeri. Malo je tonskega kontrasta in kljub mirnosti je občutek kaosa, »negacija reda«, ki ga opažajo številni umetnostni zgodovinarji. Skrivnostni vir svetlobe na desni, ki osvetljuje sliko, je za Dürerja nenavadno postavljen in prispeva k »brezzračnemu, sanjskemu prostoru«.

## Interpretacije
Dürerjev prijatelj in prvi biograf Joachim Camerarius je napisal prvo poročilo o grafiki leta 1541. Ko je obravnaval njeno očitno simboliko, je dejal, »da bi pokazal, da takšni [prizadeti] umi običajno razumejo vse in kako jih pogosto odnese v absurde, [Dürer] dvignila pred seboj lestev v oblake, medtem ko vzpon po prečkah ... ovira kvadraten kamniti blok.« Pozneje je umetnostni zgodovinar iz 16. stoletja Giorgio Vasari opisal Melenkolijo I. kot tehnični dosežek, ki »spravlja ves svet v strahospoštovanje«.
Večina umetnostnih zgodovinarjev gleda na grafiko kot na alegorijo, ob predpostavki, da je v podobi mogoče najti enotno temo, če so njeni sestavni simboli »odklenjeni« in spravljeni v konceptualni red. Ta vrsta razlage predpostavlja, da je grafika Vexierbild (podoba uganke) ali rebus, katerega dvoumnosti so rešljive. Drugi menijo, da je dvoumnost namerna in nerešljiva. Merback ugotavlja, da ostajajo nejasnosti tudi po razlagi številnih posameznih simbolov: gledalec ne ve, ali je dan ali mrak, kje se figure nahajajo, ali vir osvetlitve. Lestev, ki je prislonjena na strukturo, nima očitnega začetka ali konca, struktura na splošno pa nima očitne funkcije. Netopir morda leti s prizorišča ali pa je morda nekakšen demon, povezan s tradicionalnim pojmovanjem melanholije.
Nekatera razmerja v humorizmu, astrologiji in alkimiji so pomembna za razumevanje interpretativne zgodovine tiska. Že od starih Grkov so mislili, da zdravje in temperament posameznika določajo štirje humorji: črni žolč (melanholični humor), rumeni žolč (kolerik), sluz (flegmatik) in kri (sangvinik). V astrologiji je bil vsak temperament pod vplivom planeta, Saturna v primeru melanholije. Vsak temperament je bil povezan tudi z enim od štirih elementov; melanholija je bila povezana z Zemljo in je v alkimiji veljala za »suho in hladno«. Melanholija je bila tradicionalno najmanj zaželen od štirih temperamentov, zaradi česar je bila postava, po Panofskem, »nerodna, skopuha, zlobna, pohlepna, zlonamerna, strahopetna, neverna, nespoštljiva in zaspana«.
Leta 1905 je Heinrich Wölfflin grafiko označil za »alegorijo globoke, špekulativne misli«. Nekaj let prej je dunajski umetnostni zgodovinar Karl Giehlow objavil dva članka, ki sta postavila temelje Panofskyjeve obsežne študije grafike. Giehlow se je specializiral za zanimanje nemških humanistov za hieroglife in interpretiral Melenkolijo I v smislu astrologije, ki je bila predmet zanimanja intelektualcev, povezanih z dvorom Maksimilijana na Dunaju. Giehlow je ugotovil, da je grafika »eruditska vsota teh zanimanj, celovit prikaz melanholičnega temperamenta, njegovih pozitivnih in negativnih vrednot v popolnem ravnovesju, njegovega potenciala za 'genijalnost', obešenega med božanskim navdihom in temno norostjo«.

## Zapuščina
Umetniki iz 16. stoletja so kot vir uporabljali Melenholijo I, bodisi v posameznih podobah, ki poosebljajo melanholijo, bodisi v starejšem tipu, v katerem se pojavljajo vsi štirje temperamenti. Lucas Cranach starejši je uporabil njene motive v številnih slikah med letoma 1528 in 1533. Z Melenholijo I si delijo elemente, kot so krilata, sedeča ženska, speči ali sedeči pes, krogla in različno število otrok, ki se igrajo, verjetno po Durerjevem puttu. Cranachove slike pa nasprotujejo melanholiji in otroški veselosti, na sliki iz leta 1528 pa se pojavijo okultni elementi. 
Grafiki Hansa Sebalda Behama (1539) in Josta Ammana (1589) sta očitno povezani. V baroku sta bili upodobitvi melanholije in nečimrnosti združeni. Melanholija/Meditacija Domenica Fettija (ok. 1620) je pomemben primer; Panofsky in drugi je zapisal, da je »pomen te slike očiten že na prvi pogled; vsa človeška dejavnost, praktična nič manj kot teoretična, teoretična nič manj kot umetniška, je zaman glede na nečimrnost vseh zemeljskih stvari.«
Grafika je pritegnila romantične umetnike 19. stoletja; avtoportretne risbe Henryja Fuselija in Casparja Davida Friedricha kažejo njuno zanimanje za zajemanje razpoloženja figure Melenholije, tako kot Friedrichova Ženska s pajkovo mrežo.
Renesančna zgodovinarka Frances Yates je verjela, da je na pesem Georgea Chapmana The Shadow of Night iz leta 1594 vplivala Dürerjeva grafika, Robert Burton pa jo je opisal v svoji Anatomiji melanholije (1621). Dürerjeva Melenholija je zavetnica mesta strašne noči v zadnjem spevu istoimenske pesmi Jamesa Thomsona. Tisk je bil uporabljen v romantični poeziji 19. stoletja v angleščini in francoščini.
Pasijonska fasada Sagrade Famílie vsebuje magični kvadrat, ki temelji na magičnem kvadratu v Melenholiji I. Kvadrat se zasuka in eno število v vsaki vrstici in stolpcu se zmanjša za eno, tako da seštevek vrstic in stolpcev znaša 33 namesto standardni 34 za magični kvadrat 4x4.

### Navedena dela
- Bartrum, Giulia; Koerner, Joseph Leo; Kuhlemann, Ute (2002). Albrecht Dürer and His Legacy: The Graphic Work of a Renaissance Artist. British Museum. ISBN 978-0-7141-2633-3.
- Klibansky, Raymond; Panofsky, Erwin; Saxl, Fritz (1979) [1964]. Saturn and Melancholy: Studies in the History of Natural Philosophy, Religion and Art. Nendeln/Liechtenstein: Kraus Reprint.
- Merback, Mitchell B. (2017). Perfection's Therapy: An Essay on Albrecht Dürer's Melencolia I. New York: Zone Books. ISBN 978-1-9421-3000-0.
- Panofsky, Erwin (1955) [1943]. The Life and Art of Albrecht Dürer (PDF) (4th izd.). Princeton: Princeton University Press.
- Sander, Jochen (2013). Dürer: His Art in Context. Frankfurt: Städel Museum & Prestelt. ISBN 978-3-7913-5317-3.
- Zuffi, S.:Dürer, DAG GRAFIKA, Ljubljana 1998